# Storia dell'Egitto mamelucco
Alla morte dell'ultimo sultano ayyubide, al-Sālih Ayyūb, ucciso dai suoi stessi Mamelucchi, il capo di questi ultimi, Al-Muizz Izz ad-Dîn Aybak, assunse il potere, prima come atabeg (tutore) dell'erede al-Mu'azzam Turānshāh ancora impubere, poi direttamente attraverso il matrimonio con la vedova Shajar al-Durr, instaurando così una nuova epoca nel governo dell'Egitto.
Il sultanato mamelucco iniziò presto un conflitto con la Siria, ma dovettero presto assistere alla crescente minaccia costituita dai Mongoli: Baybars e il sultano Qutuz riuscirono a sconfiggere nel 1260 l'armata del Khan Hulagu nella battaglia di ʿAyn Jālūt, conquistando l'intera Siria, ad esclusione dei residui degli Stati crociati. La distruzione di Baghdad da parte dei Mongoli, inoltre, consentì ai Mamelucchi di mettere le mani sul califfato abbaside: da quel momento, infatti, i califfi, rifugiatisi al Cairo, rimasero sotto il controllo dei Sultani d'Egitto, conferendo a questi ultimi un enorme prestigio nel mondo islamico.
Nel 1291 Khalil prese Acri, l'ultima delle città crociate, mentre sotto il sultanato della dinastia Bahri Il Cairo si trasformava da misera cittadina in una delle maggiori capitali del mondo islamico.
Nel 1347, tuttavia, l'incredibile sviluppo economico e politico venne bruscamente arrestato dal diffondersi in Egitto della Morte Nera.
Nel 1377, poi una rivolta partita dalla Siria portò al potere la dinastia circassa del Burji, che presero definitivamente Il Cairo nel 1390.
I nuovi signori dell'Egitto passarono quindi a scontrarsi con il potente impero di Tamerlano, procedendo poi nella conquista di Cipro.
Le epidemie di peste bubbonica continuarono tuttavia a piagare a ondate l'Egitto sino agli inizi del Cinquecento, minandone le capacità, definitivamente colpite sul finire del Quattrocento dalla crisi dei commerci provocata dalla scoperta delle nuove rotte circumafricane aperte dai portoghesi che, intercettando direttamente in India ed Arabia le preziose spezie e sete orientali, inaridirono gli empori mediterranei ed in particolare Alessandria d'Egitto, con gravi ripercussioni sui commerci con le repubbliche marinare italiane.
Il 20 gennaio 1517 gli ottomani di Selim I sconfissero i Mamelucchi, conquistando e sottomettendo Il Cairo e l'Egitto ed assumendo il califfato.

Tuttavia i Mamelucchi rimasero la classe dirigente dell'Egitto anche sotto i nuovi dominatori, rimanendo al potere in qualità di vassalli dell'Impero ottomano.

## Cronotassi dei Sultani mamelucchi
Dinastia Bahri:
- Shajar al-Durr (1250-1250)
- Al-Muizz Izz ad-Dîn Aybak (1250-1257)
- Al Mansur Ali ben Aybak (1257-1259)
- Al-Muzaffar Sayf al-Din Qutuz (1259-1260)
- al-Zahir Rukn al-Din Baybars al-Bunduqdari (1260-1277)
- al-Sa'id Nasir al-Din Baraka Khan (1277-1279)
- al-Adil Badr al-Din Salamish (1279)
- al-Mansur Sayf al-Din Qalawun al-Alfi (1279-1290)
- al-Ashraf Khalil (1290-1293)
- al-Nasir Muhammad (1293-1294)
- al-Adil Zayn al-Din Kitbugha (1294-1297)
- al-Mansur Husam al-Din Lajin (1297-1299)
- al-Nasir Nasir al-Din Muhammad (restaurato) (1299-1309)
- al-Muzaffar Rukn al-Din Baybars al-Jashankir (1309)
- al-Nasir Nasir al-Din Muhammad (restaurato) (1309-1340)
- al-Mansur Sayf al-Din Abu Bakr (1340-1341)
- al-Ashraf Ala' al-Din Kujuk (1341-1342)
- al-Nasir Shihab al-Din Ahmad (1342)
- al-Salih Imad al-Din Isma'il (1342-1345)
- al-Kamil Sayf al-Din Shaban I (1345-1346)
- al-Muzaffar Sayf al-Din Hajji I (1346-1347)
- al-Nasir Badr al-Din Abu al-Ma'ali al-Hasan (1347-1351)
- al-Salih Salah al-Din ibn Muhammad (1351-1354)
- al-Nasir Nasir al-Din al-Hasan (restaurato) (1354-1361)
- al-Mansur Salah al-Din Muhammad (1361-1363)
- al-Ashraf Zayn al-Din Abu al-Ma'ali Shaban (1363-1376)
- al-Mansur Ala' al-Din Ali 1376-1382
- al-Salih Salah al-Din Hajji I (1382)

Dinastia Burji:
- al-Zahir Sayf al-Din Barquq (1382-1389)

Dinastia Bahri:
- Hajji II (restaurato) (1389)

Dinastia Burji:
- al-Zahir Sayf al-Din Barquq (restaurato) (1390-1399)
- al-Nasir Nasir al-Din Faraj (1399-1405)
- al-Mansur 'Izz al-Din 'Abd al-'Aziz (1405)
- al-Nasir Nasir al-Din Faraj (restaurato) (1405-1412)

Dinastia abbaside del Cairo:
- al-Adil al-Musta'in (1412) - Califfo

Dinastia Burji:
- al-Mu'ayyad Sayf al-Din Tatar (1412-1421)
- al-Muzaffar Ahmad (1421)
- al-Zahir Sayf al-Din Tatar (1421)
- al-Salih Nasir al-Din Muhammad (1421-1422)
- al-Ashraf Sayf al-Din Barsbay (1422-1437)
- al-Aziz Jamal al-Din Yusuf (1437-1438)
- al-Zahir Sayf al-Din Jaqmaq (1438-1453)
- al-Mansur Fakhr al-Din 'Uthman (1453)
- al-Ashraf Sayf al-Din Inal (1453-1461)
- al-Mu'ayyad Shihab al-Din Ahmad (1461)
- al-Zahir Sayf al-Din Khushqadam (1461-1467)
- al-Zahir Sayf al-Din Bilbay (1467)
- al-Zahir Timurbugha (1467-1468)
- al-Ashraf Sayf al-Din Qayt Bay (1468-1496)
- al-Nasir Muhammad (1496-1498)
- al-Zahir Qansuh (1498-1500)
- al-Ashraf Janbalat (1500-1501)
- al-'Adil Sayf al-Din Tuman Bay (1501)
- al-Ashraf Qansuh al-Ghawri (1501-1516)
- al-Ashraf Tuman Bay (1516)